# Xã Highland, Quận Winneshiek, Iowa
Xã Highland (tiếng Anh: Highland Township) là một xã thuộc quận Winneshiek, tiểu bang Iowa, Hoa Kỳ. Năm 2010, dân số của xã này là 254 người.